# Форсон, Омари
Омари Нейтан Форсон (англ. Omari Nathan Forson; родился 20 июля 2004) — английский футболист, вингер итальянского клуба «Монца».

## Клубная карьера
Выступал за молодёжные команды клубов «Вест Хэм Юнайтед» и «Тоттенхэм Хотспур», в 2019 году присоединился к футбольной академии «Манчестер Юнайтед». В сезоне 2021/22 в составе «Юнайтед» выиграл Молодёжный кубок Англии. 
8 января 2024 года дебютировал в основном составе «Манчестер Юнайтед» в матче Кубка Англии против «Уиган Атлетик», выйдя на замену Маркусу Рашфорду. 1 февраля 2024 года дебютировал в Премьер-лиге в матче против «Вулверхэмптон Уондерерс».

## Карьера в сборной
Выступал за сборные Англии до 15, до 16, до 19 и до 20 лет.

## Достижения
«Манчестер Юнайтед»
- Обладатель Молодёжного Кубка Англии: 2021/22